# グリーゼ486b
グリーゼ486b（英語: Gliese 486 b）は、地球からおとめ座の方向に約26光年離れた位置にある赤色矮星 グリーゼ486 を公転している太陽系外惑星である。

## 発見
2021年、マックス・プランク天文学研究所や東京大学大学院総合文化研究科附属先進科学研究機構などの研究者らによる研究グループが、恒星グリーゼ486の周囲を公転する惑星グリーゼ486bを発見したという研究結果を科学雑誌サイエンスにて公表した。
グリーゼ486bは主星の手前を通過（トランジット）することで生じる周期的な主星の減光から惑星を発見するトランジット法によって発見された。このトランジットの記録は2018年に打ち上げられたTESSによって得られたもので、2020年3月18日から同年4月16日にかけてグリーゼ486が含まれる領域を観測した結果、グリーゼ486に惑星候補が発見され、グリーゼ486に TOI-1827、惑星候補に TOI-1827.01 という名称が付与された。「TOI」はTESSの観測により惑星が存在する可能性が示された恒星がリストアップされるカタログ（TESS Object of Interest）を意味し、ドップラー分光法や直接撮像法といった他の観測方法による追加観測が実施される対象となる。このTESSによる観測記録を受けて、日本の観測チームが地上から追加観測を行った結果、実際にグリーゼ486が惑星によって減光していたことが判明した。

## 特徴
| 地球 | グリーゼ486b |
| ---- | ------------ |
| 地球 | Exoplanet    |

グリーゼ486bの地表の想像図

グリーゼ486bは地球の1.305倍の半径と2.82倍の質量を持つ、岩石で構成された地球型惑星であり、地球クラスの地球型惑星とそれよりも大きいスーパーアースの境界付近に位置する規模を持つとされる。半径と質量を基に計算すると、その密度は地球（5.5 g/cm3）の約1.3倍である7.0 g/cm3に達し、表面での重力加速度は地球表面の約1.65倍となる。主星から約260万 kmしか離れていない軌道をわずか1日半の公転周期で公転しているため、表面の平衡温度は701 K（428 ℃）と高温になっており、これは金星の表面温度に近く、少なくとも地球上に生息しているような生命が存在できるような環境ではないと考えられている。主星からとても近い距離にあるため、主星からの潮汐力の影響で常に片面を主星に向け続ける潮汐固定が発生しているとみられている。
グリーゼ486bのような公転周期が短く、かつ温度が高い惑星はトランジット分光を行うことで大気の組成を調べるのに適しているとされており、特にグリーゼ486bはトランジットを起こすことが知られている既知の太陽系外惑星の中では3番目に地球に近いことから、研究グループは今後の太陽系外にある地球型惑星の大気成分の調査対象として有望な惑星であるとしている。

## 名称
2022年、ジェイムズ・ウェッブ宇宙望遠鏡の優先観測目標候補となっている太陽系外惑星のうち、20の惑星とその親星を公募により命名する「太陽系外惑星命名キャンペーン2022（NameExoWorlds 2022）」において、グリーゼ486とグリーゼ486bは命名対象の惑星系の1つとなった。このキャンペーンは、国際天文学連合（IAU）が「持続可能な発展のための国際基礎科学年（IYBSSD2022）」の参加機関の一つであることから企画されたものである。2023年6月、IAUから最終結果が公表され、グリーゼ486はGar、グリーゼ486bはSuと命名された。Garは、バスク語で「炎」を意味する言葉、Suは、バスク語で「火」を意味する言葉で、危険と守護の二面性を表しており、バスク人がよく使う情熱と熱狂を示す言い回し“su eta gar”（火と炎）が元になっている。